# Musa Kusa
Musa Muhammad Kusa (arab. موسى محمد كوسا, Mūsá Muḥammad Kūsā; ur. prawdopodobnie 1949) – libijski polityk i dyplomata.
Studiował socjologię na Michigan State University, edukację na tym kierunku zakończył w 1978. Pracował jako przedstawiciel służb bezpieczeństwa w kilku libijskich placówkach dyplomatycznych w Europie. W 1980 został mianowany kierownikiem biura ludowego (ambasadorem) w Wielkiej Brytanii. W tym samym roku został wydalony z tego kraju za stwierdzenie konieczności wyeliminowania mieszkających w Wlk. Brytanii opozycjonistów libijskich. Od 1992 do 1994 był zastępcą sekretarza spraw zagranicznych. Następnie (1994-2009) stał na czele wywiadu. W marcu 2009 mianowany został sekretarzem spraw zagranicznych.
26 lutego 2011 grupa opozycjonistów libijskich, przebywających w Wielkiej Brytanii, zaapelowała o postawienie Mu’ammara al-Kaddafiego, Sajf al-Islama al-Kaddafiego i kilku innych osób blisko związanych z reżimem (w tym Kusy) przed Międzynarodowym Trybunałem Karnym w Hadze. 16 marca 2011 władze USA zamroziły jego aktywa na obszarze Stanów Zjednoczonych. 30 marca 2011, korzystając z prywatnego odrzutowca, przyleciał do Londynu. Poinformował tam, że nie reprezentuje już rządu Mu’ammara al-Kaddafiego, zrzeka się stanowiska w jego administracji i zamierza pozostać na stałe w Wielkiej Brytanii.
Jego syn, Dżamal, jest lekarzem.